# Tour de França de 1986
L'edició del Tour de França de 1986, 73a edició de la cursa francesa, es disputà entre el 4 i el 27 de juliol de 1986, amb un recorregut de 4.094 km distribuïts en un pròleg i 23 etapes. D'aquestes, 4 foren contrarellotges, una per equips i 3 individuals.
Hi van prendre part 21 equips de 10 corredors cadascun, i sols La Vie Claire va finalitzar la cursa al complet.
Greg LeMond guanya aquesta edició del Tour, sent la primera vegada que ho feia un ciclista estatunidenc. Aquest mateix any participa en la cursa un equip estatunidenc, el 7-Eleven.
Després de l'èxit de Bernard Hinault l'any anterior, l'equip La Vie Claire era el clar favorit per aconseguir la victòria. Bernard Hinault havia promés tornar l'ajuda a LeMond per guanyar la cursa. Amb tot, els continus atacs d'Hinault sobre LeMond posen en dubte la sinceritat d'Hinault. Hinault deia que la seva tàctica servia per afeblir els adversaris i que en el fons sabia que LeMond seria el guanyador. Sense tenir en compte els seus motius veritables, aquesta tàctica funcionà i a poc a poc els seus rivals anaven allunyant-se en la classificació general. El domini de l'equip La Vie Claire fou total, amb tres corredors entre els quatre primers de la general.
L'etapa amb final a l'Aup d'Uès fou memorable, amb un atac d'Hinault de lluny, arribant agafat de la mà amb LeMond a la meta.
Cal destacar el paper de Pedro Delgado, el qual, tot i un inici força dolent, amb l'arribada de la muntanya aconseguí recuperar posicions a la general i guanyar una victòria d'etapa. Amb tot, quan anava 5è a la classificació general i amb opcions a podi, es veié obligat a retirar-se de la cursa per la mort de la seva mare.

## Resultats

### Classificació general
| Classificació General                   | Classificació General | Classificació General | Classificació General |
| --------------------------------------- | --------------------- | --------------------- | --------------------- |
| 1.                                      | Greg LeMond           | Estats Units          | 110h 35' 19"          |
| 2.                                      | Bernard Hinault       | França                | + 3' 10"              |
| 3.                                      | Urs Zimmermann        | Suïssa                | + 10' 54"             |
| 4.                                      | Andrew Hampsten       | Estats Units          | + 18' 44"             |
| 5.                                      | Claude Criquielion    | Bèlgica               | + 24' 36"             |
| 6.                                      | Ronan Pensec          | França                | + 25' 59"             |
| 7.                                      | Niki Rüttimann        | Suïssa                | + 30' 52"             |
| 8.                                      | Álvaro Pino           | Espanya               | + 33' 00"             |
| 9.                                      | Steven Rooks          | Països Baixos         | + 33' 22"             |
| 10.                                     | Yvon Madiot           | França                | + 33' 27"             |
| 210 participants, 132 acabaren la cursa |                       |                       |                       |

### Gran Premi de la Muntanya
| 1r | Bernard Hinault | 351 pts |
| 2n | Luis Herrera    | 270 pts |
| 3r | Greg LeMond     | 265 pts |

### Classificació de la Regularitat
| 1r | Eric Vanderaerden | 277 pts |
| 2n | Jozef Lieckens    | 232 pts |
| 3r | Bernard Hinault   | 210 pts |

### Classificació per equips
| 1r | La Vie Claire |

### Altres classificacions
| Millor Jove         | Andrew Hampsten  |
| Combativitat        | Bernard Hinault  |
| Esprints intermedis | Gerrit Solleveld |

### Etapes
| Etapa  | Data         | Recorregut                                | km         | Guanyador             | Líder                |
| Pròleg | 4 de juliol  | Boulogne-Billancourt-Boulogne-Billancourt | 4,6 (CRI)  | Thierry Marie         | Thierry Marie        |
| 1a     | 5 de juliol  | Nanterre-Sceaux                           | 85         | Pol Verschuere        | Alex Stieda          |
| 2a     | 5 de juliol  | Meudon-Saint-Quentin-en-Yvelines          | 56 (CRE)   | Système U             | Thierry Marie        |
| 3a     | 6 de juliol  | Levallois-Perret-Liévin                   | 214        | Davis Phinney         | Thierry Marie        |
| 4a     | 7 de juliol  | Liévin-Évreux                             | 243        | Pello Ruiz-Cabestany  | Dominique Gaigne     |
| 5a     | 8 de juliol  | Évreux-Villers-sur-Mer                    | 124,5      | Johan van der Velde   | Johan van der Velde  |
| 6a     | 9 de juliol  | Villers-sur-Mer-Cherbourg                 | 200        | Guido Bontempi        | Johan van der Velde  |
| 7a     | 10 de juliol | Cherbourg-Saint-Hilaire-du-Harcouët       | 201        | Ludo Peeters          | Jørgen-Vagn Pedersen |
| 8a     | 11 de juliol | Saint-Hilaire-du-Harcouët-Nantes          | 204        | Eddy Planckaert       | Jørgen-Vagn Pedersen |
| 9a     | 12 de juliol | Nantes-Nantes                             | 61,5 (CRI) | Bernard Hinault       | Jørgen-Vagn Pedersen |
| 10a    | 13 de juliol | Nantes-Futuroscope                        | 183        | José Ángel Sarrapio   | Jørgen-Vagn Pedersen |
| 11a    | 14 de juliol | Poitiers-Bordeus                          | 258,5      | Rudy Dhaenens         | Jørgen-Vagn Pedersen |
| 12a    | 15 de juliol | Baiona-Pau                                | 217,5      | Pedro Delgado         | Bernard Hinault      |
| 13a    | 16 de juliol | Pau-Superbagnères                         | 186        | Greg LeMond           | Bernard Hinault      |
| 14a    | 17 de juliol | Banhèras de Luishon-Blagnac               | 154        | Niki Rüttimann        | Bernard Hinault      |
| 15a    | 18 de juliol | Carcasona-Nimes                           | 225,5      | Frank Hoste           | Bernard Hinault      |
| 16a    | 19 de juliol | Nimes-Gap                                 | 246,5      | Jean-François Bernard | Bernard Hinault      |
| 17a    | 20 de juliol | Gap-Coll de Granon                        | 179.5      | Eduardo Chozas        | Greg LeMond          |
| 18a    | 21 de juliol | Briançon-l'Aup d'Uès                      | 162,5      | Bernard Hinault       | Greg LeMond          |
| 19a    | 23 de juliol | Villard-de-Lans-Saint-Étienne             | 179,5      | Julián Gorospe        | Greg LeMond          |
| 20a    | 24 de juliol | Saint-Étienne-Saint-Étienne               | 58 (CRI)   | Bernard Hinault       | Greg LeMond          |
| 21a    | 25 de juliol | Saint-Étienne-Puy de Dôme                 | 190        | Erich Maechler        | Greg LeMond          |
| 22a    | 26 de juliol | Clarmont d'Alvèrnia-Nevers                | 194        | Guido Bontempi        | Greg LeMond          |
| 23a    | 27 de juliol | Cosne-sur-Loire-París                     | 255        | Guido Bontempi        | Greg LeMond          |